# Wasserbergfirst
Der Wasserbergfirst ist ein Berg in der Schweizer Gemeinde Muotathal mit einer Höhe von 2341 m ü. M.
Auf dem schmalen und felsigen mit Gras durchsetzten Gipfelgrat steht ein grosses Metallkreuz. Er ist erreichbar über einen steilen Bergwanderweg im Schwierigkeitsgrad T3 von der Alp Lipplisbüel (1186 m) im Hürital aus.